# نادي اتحاد النسور
نادي اتحاد النسور لكرة القدم هو نادي كرة قدم للسيدات مقره الخبر، المنطقة الشرقية. يلعب في الدوري السعودي الدرجة الأولى للسيدات، وهو المستوى الثاني لكرة القدم للسيدات في المملكة العربية السعودية.

## التاريخ
تأسس النادي في عام 2016، وبدأ مع طالبات الكلية ومعلماتهن، واجه الفريق تحديات مثل التدريب المحدود والرعاية بسبب حالة الرياضة النسوية. ولكن الفريق شارك في بطولات مختلفة ولعب مباريات ودية مع فرق من البحرين، ليصبح من أوئل الفرق في السعودية.
انضم الفريق إلى الدوري. وشارك في أول بطولة للسيدات نظمها الاتحاد السعودي لكرة القدم.
شارك الفريق في الدوري السعودي الدرجة الأولى للسيدات الموسم الأول، حيث حل في مجموعة المنطقة الشرقية إلى جانب نادي القادسية والترجي وفليج. وحقق المركز الثاني، مما اهله إلى ربع النهائي. ليخسر 1-2 أمام بطل الدوري في النهاية، نادي الرياض، لينتهي مشواره في المنافسة.
كان من المقرر أن يشارك النادي في كأس الاتحاد السعودي للسيدات، حيث سيواجه فيها نادي الاتحاد في دور الستة عشر، إلا أن الفريق انسحب من البطولة بسبب ظروف غير متوقعة.
في موسم 2023-24، احتل النادي المركز الثاني في المجموعة الثانية بـ 6 انتصارات من أصل 8 مباريات. وضمن مكانه في النهائيات وأبقاه في مأمن من الهبوط. في الجولات النهائية، واجه النادي هزيمتين ثقيلتين، حيث خسر بنتيجة 5-0 و8-2، مما حطم آمالهم في الصعود للممتاز.

## اللاعبات

### التشكيلة الحالية
آخر تحديث 24 فبراير 2024.
ملاحظة: تشير الأعلام إلى المنتخب بحسب قواعد الأهلية المعتمدة من قبل الفيفا؛ تنطبق بعض الاستثناءات المحدودة. وقد يحمل اللاعبون أكثر من جنسية لا تعترف بها الفيفا.
| الرقم | البلد    | المركز | اللاعب      |
| ----- | -------- | ------ | ----------- |
|       | البحرين  | مهاجم  | روان العلي  |
|       | البحرين  | مهاجم  | ليليا سبكار |
|       | البحرين  | وسط    | اميرة سوار  |
|       | البحرين  | مدافع  | فاطمة النصف |
|       | السعودية | وسط    | مشاعل       |
|       | الجزائر  | مدافع  | نعيمة بركات |
|       | السعودية | وسط    | رند الشايع  |
|       | المغرب   | وسط    | نوال الزين  |

| الرقم | البلد    | المركز | اللاعب       |
| ----- | -------- | ------ | ------------ |
|       | السعودية |        | حصة آل ثاني  |
|       | السعودية |        | ليان الفتحي  |
|       | السعودية |        | ريناد خوجي   |
|       | السعودية |        | شهد المشعل   |
|       | السعودية |        | مزون العجمي  |
|       | السعودية |        | رنا الزهراني |
|       | السعودية |        | مي الجشي     |
|       | السعودية | حارس   | شهد الخالدي  |